# Verde bosque
El color verde bosque es un color verde medio similar al color de los árboles, otras plantas y bosques en general. 
Es un color web escrito ForestGreen (así, sin espacios) cuando se escribe como código de computadora en HTML para la pantalla a color del sitio web. El primer uso de "bosque verde" como nombre de color en inglés se hizo en 1810. El verde bosque es la representación del color medio de las hojas de los árboles de los bosques caducifolios en una zona templada.

## En cultura
- El verde bosque se utiliza para representar el bosque caducifolio en el mapa que muestra su vegetación nativa.

Ambientalismo
- Verde bosque El movimiento verde se puede utilizar específicamente para representar el diseño gráfico de la literatura ambiental sobre temas relacionados con la conservación de los bosques. Un ambientalista verde bosque (también llamado ambientalista verde oscuro) es un ambientalista que está seriamente comprometido con el ambientalismo..[3]

Deportes
- El verde bosque es uno de los colores del equipo de Nottingham Hoods, es un equipo de baloncesto inglés. También está disponible en los colores del equipo Saskatchewan Roughriders, dependiendo de la bandera de Saskatchewan. Minnesota Wild de la NHL usa el verde bosque como uno de los colores de su equipo..